# Taeniopsetta ocellata
Taeniopsetta ocellata är en fiskart som först beskrevs av Günther, 1880.  Taeniopsetta ocellata ingår i släktet Taeniopsetta och familjen tungevarsfiskar. Inga underarter finns listade i Catalogue of Life.